# Anyone Can Play Guitar
"Anyone Can Play Guitar" är en låt av det brittiska bandet Radiohead, utgiven som singel i februari 1993 och på albumet Pablo Honey något senare samma månad.

## Medverkande
- Thom Yorke - sång, loops
- Colin Greenwood - elbas
- Jonny Greenwood - leadgitarr
- Ed O'Brien - kompgitarr, bakgrundssång
- Philip Selway - trummor